# Sermata-eilanden
De Indonesische Sermata-Eilanden (Indonesisch Kepulauan Sermata) behoren tot de Zuid-Molukken.

## Geografie
Sermata is het grootste eiland van de groep. Ten westen daarvan liggen Kalapa, Kepuri, Tiara, Liakra, Luang, Matumara, Meatij Miarang, Metutun, Lailawan, Meaterialam en Amortuan. Samen vormen zij het onderdistrict Mdona Hyera (Kecamatan Mdona Hyera), behorend tot het regentschap Zuidwest-Molukken (kabupaten Maluku Barat Daya). Het op Sermata gelegen Lelang is de hoofdstad van het onderdistrict.
Ten westen van de Sermata-eilanden liggen de Leti-eilanden, ten oosten Babareilanden. Samen maken zij deel uit van de buitenste Bandaboog, waartoe ook Timor verder in het westen behoort. In het zuiden is de Timorzee, in het noorden de Bandazee.